# Facultad de Filosofía y Letras (Benemérita Universidad Autónoma de Puebla)
La Facultad de Filosofía y Letras de la Benemérita Universidad Autónoma de Puebla (FFyL-BUAP) es una institución educativa pública encargada de realizar docencia, investigación, enseñanza y extensión en humanidades. Fue fundada en 1965 y tiene su sede principal en el centro histórico de la ciudad de Puebla, México. Esta reconocida como una de las facultades en humanidades más importantes de México. 

## Historia
Fue creada a partir del interés de los profesores Carlos Colchero y Joaquín Sánchez Mcgregor de que la BUAP contara con una facultad que agrupara distintos saberes humanísticos. Sus impulsores se enfrentaron a diversos obstáculos como la falta de personal suficiente para desempeñar todas las actividades educativas, pero la fundación de la FFyL-BUAP fue posible gracias a los cambios que ya se vivían en la institución a raíz de la Reforma Universitaria de 1961. Para su creación se agruparon los colegios de psicología, filosofía, letras e historia y le fue dada como primera sede el primer patio del Edificio Carolino. La facultad fue inaugurada el 5 de abril de 1965. Al respecto Sánchez Mcgregor escribió:

¿Por qué nos hacían falta? Hay varias razones:

Primero: Porque tales carreras con las que transmiten el mensaje humanista, sin el cual carece la sociedad de una dirección correcta ni de la posibilidad de transformar la información en valores formativos; sentando además, las premisas para que el alumno realice la más apasionante de todas las indagaciones; la del ser humano, sea en su comportamiento rico y complejo (estudiado en diferentes niveles y tendencias por la Psicología, o bien, el encuentro con la humanidad más profunda del hombre a través de las creaciones filosóficas, históricas, literarias
Joaquín Sánchez Mcgregor, Voces de la fundación en Revista Autogestión No. 1 Colegio de Psicología (Comité de Lucha), Puebla, Pue., 1973. 

En 1973 la BUAP decidió cambiarla al edificio San Jerónimo, ubicado en el número 403 de la calle 3 oriente. El 12 de agosto de 1993 fue abierta en su oferta educativa la primera maestría, la de Educación Superior y en 2011 su primer doctorado, el de Literatura Hispanoamericana.   
Desde los años 2000 en adelante la facultad se encuentra localizada en diferentes edificios de la zona del Centro Histórico de la ciudad de Puebla: edificio Gabino Barreda (Colegio de Filosofía), edificio Sor Juana (Colegio de Lingüística y Literatura Hispánica), edificio Flores Magón (Colegio de Historia), edificio Alfonso Reyes (Colegio de Procesos Educativos), edificio Rosario Castellanos (múltiples aulas de licenciatura), edificio Casa del Pueblo (posgrados) y edificio Don Bosco (dirección), con un edificio en Ciudad Universitaria (Colegio de Antropología Social). La FFyL-BUAP cuenta además con el Edificio Arronte, donde se encuentra la biblioteca José Revueltas y el primer elevador funcional de la ciudad de Puebla  
La FFyL BUAP cuenta con 18 Cuerpos Académicos. Posee el mayor número de integrantes del Sistema Nacional de Investigadores en el área de Humanidades y Ciencias Sociales de la BUAP, realiza más eventos que cualquier otra unidad académica de la universidad y ocupa la mayor parte de edificios en el campus centro. Destacan principalmente sus licenciaturas en Filosofía, Historia y Procesos Educativos, las cuales han sido destacadas como unas de las mejores en sus campos por diferentes estudios en años consecutivos.
Cronología de la creación de los programas académicos:
| Programa Académico                                                                                 | Año  |
| Licenciatura en Filosofía                                                                          | 1965 |
| Licenciatura en Historia                                                                           | 1965 |
| Licenciatura en Lingüística y literatura Hispánica                                                 | 1965 |
| Licenciatura en Antropología Social                                                                | 1979 |
| Maestría en Literatura Mexicana/cambió su nombre a Maestría en Literatura Hispanoamericana en 2017 | 1993 |
| Maestría en Educación Superior                                                                     | 1994 |
| Maestría en Estética y Arte                                                                        | 1997 |
| Maestría en Filosofía                                                                              | 2007 |
| Licenciatura en Procesos Educativos                                                                | 2009 |
| Doctorado en Literatura Hispanoamericana                                                           | 2011 |
| Maestría en Antropología Social                                                                    | 2012 |
| Doctorado en Investigación e Innovación Educativa                                                  | 2013 |
| Doctorado en Filosofía Contemporánea                                                               | 2015 |
| Especialidad en Antropología de la Alimentación                                                    | 2017 |
| Doctorado en Antropología Social                                                                   | 2018 |
| Especialidad en Estudios de Género, Masculinidades y Diversidad                                    | 2022 |
| Maestría en Género y Estudios Feministas                                                           | 2022 |
| Doctorado en Género y Estudios Feministas                                                          | 2022 |

## Carreras

### Licenciaturas
- Licenciatura en Antropología Social
- Licenciatura en Filosofía
- Licenciatura en Historia
- Licenciatura en Lingüística y Literatura Hispánica
- Licenciatura en Procesos Educativos
- Licenciatura en Humanidades (Universidad para Adultos)
- Licenciatura en gestión de la información (Universidad para Adultos)

### Maestrías
- Maestría en Antropología Social
- Maestría en Educación Superior
- Maestría en Estética y Arte
- Maestría en Filosofía
- Maestría en Literatura Mexicana
- Doctorado en Género y Estudios Feministas

### Doctorados
- Doctorado en Investigación e Innovación Educativa
- Doctorado en Literatura Hispanoamericana
- Doctorado en Filosofía Contemporánea
- Doctorado en Antropología Social
- Doctorado en Género y Estudios Feministas

### Especialidad
- Especialidad en Antropología de la Alimentación
- Especialidad en Género y Estudios Feministas

## Directores
- 1965 – 1969       Mtro. Joaquín Sánchez McGregor
- 1969 – 1972       Dr. Angelo Altieri Megale
- 1972 – 1975       Dr. Angelo Altieri Megale
- 1975 – 1978       Lic. Alfonso Vélez Pliego
- 1978 – 1980       Psic. Manuel Muñoz y Vargas
- 1980 – 1983       Psic. Manuel Muñoz y Vargas
- 1983 – 1986       Dr. Adrián Gimate Welsh
- 1986 – 1989       Psic. Abraham Quiróz Palacios
- 1989 – 1992       Psic. Ma. Teresa Arellano Díaz
- 1992 – 1996       Dra. Ma. Teresa Colchero Garrido
- 1996 – 2000       Dr. Roberto Hernández Oramas
- 2000 – 2004       Dr. Roberto Hernández Oramas
- 2004-2008          Mtra. María del Carmen Romano Rodríguez
- 2008-2012          Dr. Alejandro Palma Castro
- 2012-2016          Dr. Alejandro Palma Castro
- 2016-2020          Dr. Ángel Xolocotzi Yáñez
- 2020-2024          Dr. Ángel Xolocotzi Yáñez
- 2024-2028          Dra. Josefina Manjarrez Rosas

## Alumnos destacados
- Audry Funk (Cantante de rap y activista).
- Fernando Huesca Ramón (Académico experto en Hegel).